# Crónicas de Gor

Las crónicas o saga de Gor es una serie literaria del género de espada y planeta, obra del profesor de filosofía John Lange, escribiendo bajo el pseudónimo de John Norman, y que consta de 33 libros. La serie está inspirada en las obras de ciencia ficción fantástica de Edgar Rice Burroughs (como la serie Barsoom), e incluye también contenido filosófico y erótico. La serie de Gor muestra repetidamente a hombres que secuestran y brutalizan física y sexualmente a mujeres, que llegan a disfrutar de su estado de sumisión. Según The Encyclopedia of Science Fiction, la "filosofía sexual" de Norman es "ampliamente detestada", pero los libros han inspirado una subcultura goreana.
La serie ha sido llamada por los editoriales con varios nombres diferentes, incluidos los de The Chronicles of Counter-Earth (Crónicas de la contra-tierra, Ballantine Books), The Saga of Tarl Cabot (La saga de Tarl Cabot, DAW Books), Gorean Cycle (el Ciclo goreano, Tandem Books), Gorean Chronicles (Crónicas goreanas, Masquerade Books), Gorean Saga (Saga goreana, Open Road Media) y The Counter-Earth Saga (La saga de la contra-tierra, DAW Books, para las novelas con un protagonista distinto a Tarl Cabot). Las novelas nunca han contenido imágenes en su interior y todo el material gráfico que existe en relación con Gor es de artistas que se han basado en ese mundo para hacer su trabajo.

## Descripción
Las novelas describen la vida en el planeta Gor, situado al otro lado de nuestro Sol. Con un tamaño aproximadamente igual al de la Tierra, vive allí una serie de pueblos que se organizan en ciudades-estado, cada una con su peculiaridad, y tutelados por los Reyes Sacerdotes, que son una raza milenaria de seres inteligentes poco parecidos a los humanos, que controlan de forma eficaz al ser humano, cuya ciencia no permiten evolucionar en ciertos sentidos que llevarían a la destrucción. Los Reyes Sacerdotes tienen unos enemigos ancestrales, los kurii, cuyo mundo hicieron desaparecer por sus peleas entre ellos, de forma que los únicos supervivientes son los que estaban en ese momento en el espacio. Como los Reyes Sacerdotes no les dejan entrar en Gor, siguen viviendo en sus naves espaciales, que circunnavegan el espacio exterior de Gor.
Tanto los kurii como los Reyes Sacerdotes periódicamente vienen a la Tierra y secuestran a personas, que utilizan para sus propios fines y los esclavizan. Los ciudadanos de Gor son libres y los esclavos se dirigen a ellos como amos y amas y las mujeres y hombres que visten sus collares de esclavo son sus kajiras o Kajiri. Cada tipo de esclavo esta entrenado para un tipo diferente de servicio como podría ocurrir en la Grecia antigua.

### Antecedentes
En una entrevista para la antología de ficción especulativa Polygraff, John Norman habló extensamente sobre la creación del universo de Gor y sus influencias.
"La Contra-Tierra, o Antichthon, es de la cosmología griega. La especulación sobre un mundo así, como ves, es antigua. Una de las premisas de la serie de Gor es que una raza de extraterrestres, a quienes podríamos llamar los Sacerdotes-Reyes, tienen una tecnología a su disposición que en comparación con la nuestra sería algo así como en la Edad del Bronce".
"Creo que, con bastante claridad, las tres principales influencias en mi trabajo son Homero, Freud y Nietzsche. Curiosamente, por muy obvia que pueda ser esta influencia, pocos críticos, comentaristas, o tal, han llamado la atención sobre ella". 
En la misma entrevista, dijo que "uno de los placeres de escribir ciencia ficción es el desarrollo y la caracterización de formas de vida extraterrestre". 

### Ambientación
Gor se describe como un planeta habitable en el sistema solar que comparte la misma órbita que la Tierra, pero en la posición linealmente opuesta y, en consecuencia, siempre está oculto por el Sol, lo que hace imposible su observación directa desde la Tierra. La flora, la fauna y las costumbres de Gor son descritas de manera muy detallada. Norman puebla su planeta con los equivalentes de las culturas romana, griega, nativa americana, vikinga, inuit y de otras culturas. En las novelas, estos diversos grupos poblacionales han sido trasplantados desde la Tierra, llevados hasta allí por naves espaciales por orden quiene gobiernan Gor tras bambalinas, los Sacerdotes-Reyes, una especie extraterrestre de apariencia insectoide. A los humanos goreanos se les permiten capacidades arquitectónicas, agrícolas y médicas avanzadas (incluida la extensión de la vida), pero se ven obligados a permanecer en estados primitivos en lo que respecta al transporte, la comunicación y el armamento (aproximadamente al nivel de la civilización mediterránea clásica) debido a las restricciones a la tecnología impuestas por los Reyes-Sacerdotes. La forma de transporte más avanzada a su disposición es montar a lomo en grandes aves depredadoras llamadas tarns conducidas por hombres autoritarios conocidos como tarnsmen o jinetes de tarn. La limitación de la tecnología se les impone para garantizar la seguridad tanto de los Reyes-Sacerdotes como de los demás habitantes indígenas o trasplantados en Gor, que de otro modo posiblemente sufrirían daños debido a las tendencias beligerantes de los humanos.
El planeta Gor tiene una gravedad menor que la Tierra (lo que permite la existencia de grandes criaturas voladoras y torres altas conectadas por puentes aéreos en las ciudades) y tendría una gravedad aún menor si no fuera por la tecnología de los Reyes-Sacerdotes. La geografía conocida de Gor consiste principalmente en la costa occidental de un continente que se extiende desde el Ártico de norte a sur del ecuador, con el océano de Thassa al oeste y la cordillera de Voltai formando un límite oriental en muchas latitudes. También hay islas costeras en el océano y algunas llanuras de relativamente escasa población al este del Voltai. La palabra "Gor" en sí significa "piedra natal" en el idioma de Gor, el idioma nativo de las "ciudades civilizadas del norte del conocido Gor" (que se asemejan a las antiguas ciudades-estado grecorromanas en muchos aspectos), y una lengua franca ampliamente hablada en muchas otras áreas.

### Tramas
La mayoría de las novelas de la serie son aventuras sexuales y de acción, en las que muchos de los enfrentamientos militares son tomados de enfrentamientos históricos reales, como las batallas de trirremes de la antigua Grecia y los asedios a los castillos de la Europa medieval. Ar, la ciudad más grande del Gor conocido, tiene semejanzas con la antigua ciudad de Roma, y su imperio terrestre se opone al poder marítimo de la isla de Cos. 
La serie es una superposición de romance planetario y espada y planeta. El primer libro, El guerrero de Gor, comienza con escenas que recuerdan a las del primer libro de la serie Barsoom de Edgar Rice Burroughs: En los dos se presenta al protagonista narrando sus aventuras luego de ser transportado a otro mundo. Estos paralelos con la obra de Rice Burroughs terminan después de los primeros libros, cuando las historias de los libros comienzan a estructurarse a lo largo de un arco narrativo suelto que involucra los enfrentamientos entre la ciudad-estado de Ar y la isla de Cos por el control el área del río Vosk, así como sobre la lucha en un nivel superior entre los Reyes-Sacerdotes no humanos y los Kurii (otra raza alienígena) por el control de Gor y de la Tierra. 
La mayoría de los libros están narrados por el trasplantado profesor británico Tarl Cabot, maestro espadachín, al verse envuelto en aventuras que involucran a Reyes-Sacerdotes, Kurii y humanos. Los libros 7, 11, 19, 22, 26, 27, 31, 34 y partes del 32 son narrados por mujeres terrestres secuestradas que se convierten en esclavas. Los libros 14, 15 y 16 están narrados por el secuestrado Jason Marshall. El libro 28 está narrado por un Kur desconocido, pero incluye a Tarl Cabot. El libro 30 y partes del 32 están narrados por tres hombres de Gor: un marinero, un escriba y un comerciante/esclavista. 
La serie presenta varias especies alienígenas inteligentes. Las más importantes para los libros son los Reyes-Sacerdotes insectoides y los enormes depredadores, de garras afiladas, llamados Kurii, las dos especies siendo viajeros espaciales de sistemas estelares lejanos. Los Reyes-Sacerdotes gobiernan Gor como custodios desinteresados, dejando a los humanos lidiar con sus propios asuntos siempre y cuando cumplan con ciertas restricciones en la tecnología. Los Kurii son una raza agresiva e invasiva con tecnología avanzada (pero menos que la de los Reyes-Sacerdotes) que desean colonizar Gor y la Tierra. El poder de los Sacerdotes-Reyes se ve disminuido después de la "Guerra del Nido" descrita en el tercer libro y los Sacerdotes-Reyes y Kurii luchan entre sí a través de sus respectivos agentes humanos y espías.
Los primeros libros de la serie fueron aventuras de ópera espacial impulsadas por la trama, pero los libros posteriores se volvieron más filosóficos y sexuales. Muchas subtramas corren a lo largo de varios libros y se relacionan con la trama principal en libros posteriores. Algunas de estas tramas comienzan en el primer libro, pero la mayoría están en curso en los primeros 10 libros.

## Recepción
Las novelas de Gor han sido criticadas por centrarse en las relaciones entre hombres dominantes y mujeres sumisas, estas últimas a menudo en posiciones de esclavitud. La Enciclopedia de la Fantasía ha declarado que los primeros libros son "ejercicios pasables" de ficción al estilo de Edgar Rice Burroughs, mientras que "los volúmenes posteriores degeneran en pornografía sadomasoquista extremadamente sexista que implica la humillación ritual de las mujeres y, como resultado, han causado una ofensa generalizada". El autor de ciencia ficción y fantasía Michael Moorcock ha sugerido que las novelas de Gor deberían colocarse en los estantes superiores de las librerías, diciendo: "No estoy a favor de la censura, pero estoy a favor de las estrategias que marginan material que objetiva a las mujeres y sugiere que las mujeres disfrutan ser golpeadas".

### Gor y el BDSM
Hay varios aspectos comunes entre el BDSM (Bondage-Disciplina, Dominación-Sumisión y Sadismo-Masoquismo) y la forma de vida de Gor pero también hay muchas diferencias.
Algunos de los seguidores del BDSM consideran la forma de vida de los goreanos como un sub-conjunto de las prácticas del BDSM, y otros encuentran que la relación Amo goreano/esclava carece de las ideas de sensato, seguro y consensuado.

## Títulos publicados

### Traducidos al castellano
1 El guerrero de Gor (1966): La Tierra nunca ha sabido de Gor, el planeta que está oculto por el Sol. Pero Gor sí ha sabido de la Tierra, como pronto descubrirá Tarl Cabot, el profesor de historia arrebatado de nuestro planeta y trasladado a Gor para convertirse en un tarnsman, un guerrero capaz de dominar las gigantescas aves bélicas de Ko-ro-ba, los tarns. Gor es un mundo de esclavos y hermosas mujeres, dominado por extraños seres insectoides inteligentes, los misteriosos Reyes-Sacerdotes. También es el mundo de Talena, la temperamental hija del más importante caudillo de Gor. Ella espera al hombre que pueda subyugarla, el que pueda ser su dueño. ISBN 9788498005011
2 Los proscritos de Gor (1967): tras su anterior aventura Tarl Cabot es devuelto a la Tierra. Su aventura comienza una vez que este exilio llega a su fin. Nuevamente está en Gor, la Contratierra, donde antes fuera el más poderoso y aclamado guerrero del planeta. Pero todo ha cambiado: Ko-ro-ba, la ciudad a donde llegó por primera vez, ha sido brutalmente destruida. Su amada Talena ha desaparecido. Sus amigos están dispersos por el planeta. Y el propio Tarl Cabot está considerado como un proscrito al que hay que matar. Su única esperanza es encontrar a los misteriosos Reyes Sacerdotes que gobiernan Gor y someterse a ellos. Pero Tarl Cabot no está dispuesto a hacer tal cosa. ISBN 9788473865067
3 Los Reyes Sacerdotes de Gor (1968): Tarl Cabot, el guerrero de Gor, decide encontrar a su amada Talena y averiguar los motivos de la destrucción de su ciudad, Ko-ro-ba. Para ello debe internarse en las temidas Montañas Sardar, morada de los misteriosos Reyes Sacerdotes, esos seres jamás vistos por goreano alguno y que dominan el planeta de la Contratierra con mano de hierro. En el interior de las Sardar, Cabot se encontrará inmerso en una compleja intriga entre dos facciones de los propios Reyes Sacerdotes. Aprenderá sus secretos, afrontará peligros de todas clases y combatirá al terror de los Reyes Sacerdotes, el monstruoso Escarabajo de Oro. 
-considerado el mejor de los libros de la saga. ISBN 9788498005899
4 Nómadas de Gor (1969): Tarl Cabot abandona las Sardar para cumplir una nueva misión encomendada por los todopoderosos Reyes Sacerdotes. Cabot tiene que encontrar la única esperanza de supervivencia de los Reyes Sacerdotes ya que estos están en un serio peligro de desaparecer. La única posibilidad de supervivencia de los Reyes Sacerdotes se encuentra entre los “Pueblos del Carro”, los nómadas que deambulan errantes por Gor. ISBN 978-8473865135
5 El asesino de Gor (1970): Tarl Cabot, el guerrero de Gor, ha sido condenado a muerte por la temible y siniestra casta de los asesinos. Encubriendo su identidad como un miembro más de la Casta, es contratado para encontrar a Cabot y darle muerte. Se inicia así la más peligrosa y violenta de las aventuras del que fuera pacífico profesor de la Tierra, arrebatado a ella y traído a la Contratierra para servir los designios de los Reyes Sacerdotes, convertido en invencible guerrero. Nuevos combates, nuevos peligros, en el quinto libro de una serie que consigue superarse a sí misma a cada nueva aventura. John Norman, autor que ha conseguido un extraordinario éxito con esta saga, crea y recrea escenarios, ciudades y personajes que no son más que un reflejó de los libres instintos de los hombres trasladados a un mundo en donde no existe la hipocresía sino la ley del más audaz. ISBN 9788473865166
6 Los conquistadores de Gor (1971): He aquí el maravilloso planeta de Gor, también conocido por el nombre de Contratierra, poblado por seres tan extraños, amenazadores y bellos como cualquiera de los creados por la fantasía. Y he aquí, asimismo, a Tarl Cabot, el hombre elegido entre millones para ser entrenado, educado y aleccionado por los mejores maestros de esgrima y arqueros de Gor. En el planeta Gor solo una ciudad era tan pervertida y sus habitantes tan imprudentes que a nadie importaba que carecieran de Piedra del Hogar. Tarl Cabot llegó a Puerto Kar, morada de proscritos y piratas en aquel planeta, persiguiendo los barcos que navegaban por el hermoso mar de Thassa. En tal ciudad Tarl Cabot podría prosperar puesto que también él carecía de corazón y lealtad. Gracias al Puerto Kar tendrá lo que en secreto anhelaban muchos de sus habitantes: su “Piedra del Hogar”. ISBN 978-8473865180
7 Cautiva de Gor (1972): Arrebatada de su cómoda vida en la Tierra, Elinor se ha convertido en una marioneta de los hombres de Gor. Elinor Brinton de la Tierra, adinerada, bella, en situación de disfrutar de todos los privilegios de su sexo y posición social, se encuentra de pronto prisionera en el campamento de Targo, mercader de esclavos de Gor. Allí, encadenada junto a otras bellas cautivas —Ute, la amiga leal y compasiva que no es más que una pobre tonta a los ojos de Elinor; Lana, la favorita y la más mimada de todas— debe aprender a olvidarse de su amor propio, a someterse, a obedecer las órdenes de los hombres y llamarles "Amo". Adiestrada en la lujosa ciudad de Ko-ro-ba, le son enseñadas las sensuales habilidades, las provocativas danzas y los sutiles movimientos de una esclava goreana del placer; soporta la humillación de ser vendida y los castigos que conlleva la desobediencia: el látigo de cinco tiras, la marca de hierro candente y la temida caja de los esclavos. Orgullosa y virginal, está decidida a no ser esclava de ningún hombre… y a escapar. Es entonces cuando se encuentra con Rask de Treve, tarnsman salvaje y proscrito, conocido y temido en todo Gor por su mortal destreza en la batalla y su maestría en el arte de doblegar a las mujeres a su voluntad. ISBN 978-8473865210
8 Los cazadores de Gor (1974): Talena, la hija del Ubar Marlenus de Ar, la muchacha que fuera compañera de Tarl Cabot, se halla cautiva de las mujeres pantera, unas belicosas guerreras que esclavizan por igual hombres que mujeres. Verna, su cabecilla, fue en un tiempo prisionera del mismo Marlenus, y no desdeña la oportunidad de desafiar al hombre más poderoso de todo Gor. Y así, Tarl Cabot y Marlenus inician separadamente la persecución de Verna, sin sospechar que ello les conducirá a una temible serie de luchas y traiciones entre distintos bandos que tienen un solo objetivo: capturar al Ubar y al Guerrero de Gor. En esta nueva novela del cruel mundo de la Contratierra, John Norman nos devuelve a viejos, personajes ya conocidos en anteriores títulos de la serie, envolviéndolos en nuevas y más emocionantes aventuras. ISBN 978-8473865265
9 Los intrusos de Gor (1975): “Los Kurii… su nombre hace estremecerse incluso a los más valientes guerreros. Nada les ha vencido jamás. Nadie.” Tarl Cabot, el que fuera servidor de los misteriosos Reyes Sacerdotes de Gor, se ha convertido en un hombre envilecido, indigno de ser llamado Guerrero. Su honor ha sido mancillado por su propia cobardía, y sus fuerzas le han abandonado. Pero en algún lugar de las inhóspitas tierras de unos trasplantados vikingos se halla la principal guarida de los siniestros Otros, los implacables enemigos de la Contratierra. Y Tarl Cabot es consciente de que evitar el enfrentamiento con el poderoso enemigo es una deshonra aún mayor. Debe volver a ser el invencible guerrero que otrora fue. “Los intrusos de Gor” es una de las más apasionantes aventuras de la saga creada por la fértil imaginación de John Norman. Bestias feroces, bárbaros implacables, luchas sin tregua y el cruel destino a que son sometidas las esclavas goreanas convierten su lectura en una alucinante experiencia, y explica por qué su autor es uno de los escritores de fantasía heroicas más vendidos en todo el mundo. ISBN 978-8473865296
10 Tribus de Gor (1976): Otra vez Tarl Cabot al servicio de los Reyes Sacerdotes tendrá que salvar el planeta en el desierto del Tahari donde los kurii dieron a los Reyes Sacerdotes un ultimátum: "¡Rindete, Gor!". Tarl Cabot, ayudado por los hombres del desierto deberá evitar, no sin grandes dificultades y llegando incluso a sufrir la esclavitud en las peligrosas minas de sal de las que nadie ha regresado… ¡jamás! Así prosiguen las aventuras del que fuera pacífico profesor en la Tierra y ahora es bravo guerrero en el cruel y salvaje mundo de la Contratierra, Gor. Narradas con el vigor y la habitual imaginación de John Norman, el autor de una serie de fantasías, aventuras y exótico erotismo que se ha convertido en mundialmente célebre. ISBN 9788473865326
11 La esclava de Gor (1977): Judy Thorton, una bella y voluptuosa chica habitante del planeta Tierra, que gusta de la poesía y sencillos placeres de la vida, buena estudiante de filología inglesa, al despertarse una mañana para acudir a clases descubre horrorizada que se encuentra en un mundo extraño y hostil, alucinante, salvaje y sobre todo cruel. Judy ha sido llevada a Gor por los crueles kurii para servir como mensajera en una de sus horrorosas intrigas, pero esta va más allá, no solo quieren lo de siempre, que sería destruir Gor, sino que también pretenden la destrucción del planeta de Judy… la Tierra. La delicada poetisa conocerá la crueldad de los hombres goreanos y sus látigos, será la más baja de las sirvientes, se la marcará a fuego de la forma tradicional en Gor, en su muslo izquierdo, ya no es la destacada estudiante ni la sensible poetisa, es… una esclava —el libro que mejor relata la vida y sentimientos de una kajira y su amo, y para muchos el más querido de la saga. ISBN 978-8473865401
12 Bestias de Gor (1978): Una bestia ha llegado a Gor con el fin de preparar el exterminio del planeta, tras la aniquilación por completo de la Contratierra se establecerá allí la avanzadilla que exterminará el planeta Tierra. La bestia ha elegido un escondite que no figura aun en los mapas de Gor al no estar este explorado en su totalidad. Tarl Cabot lo intuye: no puede ser otro que el confín de la Contratierra, el Polo Norte goreano, el lugar más inhóspito del planeta habitado por los únicos capaces de sobrevivir en el lugar más inhóspito del planeta, los Cazadores Rojos, los goreanos más crueles, crueldad que pagan sus esclavas sobre su delicada piel. En este nuevo volumen, John Norman nos ofrece nuevas descripciones de la parte más desconocida de Gor con toda la crudeza y exotismo del casquete helado del planeta Gor. ISBN 978-8473865722
13 Exploradores de Gor (1979): Hete aquí a los habitantes de raza negra de la Contratierra. Sobre los dominios de estos se ciernen nuevos e inquietantes peligros que solo Tarl Cabot puede solucionar. Shaba el explorador está en posesión del anillo de protección de los crueles kurii, y los Reyes Sacerdotes se encuentran interesados en la tecnología de este prodigioso anillo, que hace invisible al kurii que lo porta. Solo hay una persona en todo Gor que, a pesar de los peligros e intrigas, podrá perseguir a Shaba y conseguir el anillo para los Reyes Sacerdotes. Para realizar su misión Cabot tendrá que sumergirse en el continente negro goreano, donde le asediaran mil peligros en forma de intrigas y trampas. Un nuevo capítulo de Crónicas de Contratierra donde se nos descubre nuevamente una de las partes más salvajes del planeta Gor. ISBN 9788473866057
14 El esclavo luchador de Gor (1980): El habitante de la Tierra, Jason Marshall, es atrapado junto con su amiga Beverly Henderson por los esclavistas de Gor, y trasladado al temible y salvaje planeta. Allí, una vez separado de Beverly es convertido en esclavo y adiestrado por las más crueles y refinadas mujeres a fin de convertirse en lo más bajo de la Contratierra: un esclavo del placer. Una refinada aristócrata, Lady Florence, lo adquiere para su uso personal. Adiestrado por el personal de la hermosa mujer libre, Jason se convierte en un formidable luchador, y la propia Lady Florence (como ocurre casi siempre) se debate contra sus instintos de mujer (ser dominada por un hombre), ante tan poderoso luchador. La fuerza de sus puños conquistó el amor de su Ama. Pero el sueño de Jason es conseguir la libertad y rescatar a Beverly… ISBN 9788473866323
Los demás libros aún no están traducidos al castellano.

### Traducir al castellano
15 Guardián de Gor (1981): Seguimos con Jason Marshall, el bravo luchador de Gor, que pasa de un mero, pero poderoso aprendiz de esclavo en manos de su cruel Ama, a ser un fugitivo y de ahí a un capitán de la casta de los guerreros. La lucha en el bárbaro planeta de la Contratierra será constante para Jason. Ante si tiene una brutal batalla naval, en la cual debe de vencer para rescatar a su amada… Beverly, de lo contrario tendrá que volver a las cadenas de la esclavitud.
16 Pícaro de Gor (1981): Jason aprendió el poder de su virilidad en la Contratierra, también aprendió lo necesario sobre la crueldad y deseos de las féminas libres cuando estuvo esclavizado. Habiendo ganado su libertad Jason pretende ahora el prestigio en Gor. La búsqueda de su amada Beverly lo lleva de lleno a la guerra entre la ciudad de Ar, la más poderosa de Gor y la Confederación Saleriana y en el secretismo de las tácticas de los piratas que luchan por controlar la principal arteria fluvial y comercial entre las ciudades ribereñas del río Vosk. Nuevas y apasionantes aventuras goreanas que nos ilustrarán con profusión sobre los modos de vida de diversos pueblos goreanos.
17 Salvajes de Gor (1982): Tarl Cabot es tentado con una generosa oferta por parte de los eternos y temibles enemigos de los Reyes Sacerdotes, los kurii. Buscan a un kur (singular de kurii en idioma goreano), antiguo enemigo de Tarl Cabot conocido como “Oreja Partida” (o media oreja, que también podría ser). Cabot, como hombre de honor perteneciente a la casta de los guerreros, rechaza su oferta, para los Reyes Sacerdotes Oreja Partida es más valioso vivo que muerto. Para capturar a Oreja Partida deberá adentrarse en las estepas goreanas, habitadas por tribus de jinetes crueles y salvajes para los que otros hombres son simples presas con las que divertirse cruelmente y sus mujeres meros trofeos de caza.
18 Hermanos de Sangre de Gor (1982): Tarl Cabot se encuentra de pronto entre los crueles hombres que gobiernan y campan por las estepas goreanas, esclavizado por ellos, pero no tiene más remedio que, por el momento, permanecer a su lado ante el inminente ataque procedente de las tribus enemigas que los kurii habían logrado enfrentar a los jinetes de las estepas. Se desata nuevamente el monstruo de la guerra sembrando el caos y la destrucción. Hasta las esclavas, casi siempre meras observadoras o sufridoras también urden salvajes traiciones.
19 Kajira de Gor (1983): “Kajira” simplemente significa “esclava” en el idioma goreano. Tiffany Collins, capturada tiempo atrás en la Tierra es feliz como reina de una importante ciudad goreana, pero se da cuenta demasiado tarde de que solo es un instrumento, un juguete, una mascota de una mujer libre agente de los kurii. No le quedará más remedio que desempeñar un papel fundamental en una de las eternas luchas de los kurii contra sus eternos enemigos, los Reyes Sacerdotes.
20 Jugadores de Gor (1984): Los Reyes Sacerdotes se vuelven contra su otrora valioso agente Tarl Cabot, lo consideran un traidor y tratan de eliminarlo. No le queda más remedio que limpiarse de los cargos de traición que estos le achacan, para ello debe seguir la pista del culpable disfrazándose de actor y viajando con una troupe. Disfrazado de este modo y valiéndose de las costumbres goreanas que cedían en las ciudades la entrada a los actores durante ciertas festividades similares al carnaval terrestre. Aun así, los espías tanto de los kurii como de los Reyes Sacerdotes pueden estar por todos los lados.
21 Mercenarios of Gor (1985): De nuevo se desata la bestia de la guerra en el planeta Gor. La Armada Cosiana (de la Isla de Kos), llega a la poderosa ciudad de Ar. Tarl Cabot se ve envuelto, como casi siempre, en la guerra, ¿podrá redimir sus presuntas culpas ante los Reyes Sacerdotes? Sus planes van saliendo como él espera, no obstante… aparece una tercera fuerza en la batalla. ¿Qué hacen en ella los mercenarios de Detrich de Tamburg? ¿Se librará Cabot en este capítulo de las intrigas de los temibles kurii?
22 Bailarina de Gor (1985): La aparentemente tranquila y cohibida bibliotecaria del planeta Tierra, Doreem Willimson, tiene una sugerente ocupación en sus ratos de ocio. Semidesnuda gusta de estudiar y practicar la seductora “danza del vientre”. Una fatídica (¿o no tan fatídica?) noche, asaltantes goreanos la secuestran y la trasladan a la barbarie y crueldad de la Contratierra, donde tendrá que bailar en las tabernas para que los hombres, según se sientan de complacidos, la recompensen tirándole unas monedas. Pero de nuevo estalla la guerra entre los eternos enemigos, la Isla de Kos y la hermosa y principal ciudad de Ar. Doreen está en medio de la guerra cuando los hombres descubren que su sugerente forma de danzar es fuente de fuerzas poderosas. Doreen se convierte en una mujer extremadamente peligrosa. 
23 Renegados de Gor (1986): La furia de la guerra cabalga de nuevo sobre la inmensidad de Gor a lomos de los eternos enemigos, guerreros de la Isla de Kos y de los de la Ciudad de Ar. De nuevo está en manos de Cabot dirimir el destino de esta inclinando la balanza hacia uno u otro lado en las batallas del puerto fluvial de la sin par ciudad de Ar. 
24 Vagabundos de Gor (1987): De nuevo luchan los dos grandes enemigos, la Isla de Kos y la ciudad de Ar. La traición campa a sus anchas durante el asedio al que es sometida Ar por las brutales fuerzas militares cosianas. Tarl Cabot se ve en la obligación de infiltrarse entre las fuerzas cosianas para descubrir sus planes y hacer que la armada de Ar se adelante a las pretensiones de estos. ¿Conseguirá Cabot la ayuda a favor de Ar de la Liga del río Vosk?
25 Magos de Gor (1988): Aparece de nuevo la incomparable belleza y voluptuosidad de Talena, la hija del Ubar de la ciudad de Ar. Ahora tiene que influir sobre el soberano de la ciudad de Ar, impuesto por los invasores cosianos. Tarl Cabot es parte de una fuerza clandestina que ha jurado vencer a la Isla de Kos. Un mago y Tarl Cabot unen sus fuerzas para influir en los habitantes de la ciudad de Ar y que estos luchen para recuperar la ciudad perdida ante los cosianos. ¿Quién tiene la Piedra del Hogar de la ciudad de Ar? Todos la desean pero solo alguien conoce su paradero. 
26 Testigos de Gor (2001): Hay una kajira, Janice, secuestrada en el planeta Tierra, en la ciudad de Treve, que está entre las montañas y a la que casi únicamente se llega volando a lomos de un tarn. Treve se encuentra sumida en una cruel lucha por su supremacía en el planeta Gor. La voluptuosa Janice nos cuenta las cosas que otros esclavos y esclavas no se atreven ni a susurrar, mientras es adiestrada como esclava de placer por sus dueños. Desde su cautiverio, Janice puede ver el esplendor de la ciudad y sus alrededores de montañas majestuosas coronadas por la nieve, una belleza, estropeada en esos momentos por las encarnizadas luchas entre las más poderosas ciudades de Gor y la presencia de los “Guardias del Larl”, que buscan a un evadido. De pronto, es encargada por sus amos de cuidar a un cautivo hecho prisionero recientemente, ella intuye que ese preso es importante en el devenir de la lucha pero el prisionero no recuerda nada de su pasado antes de haber sido capturado. ¿Quién puede ser este hombre?
27 Premios de Gor (2008).
28 Kur de Gor (2009).
29 Espadachines de Gor (2010).
30 Marineros de Gor (2011).
31 Conspiradores de Gor (2012).
32 Contrabandistas de Gor (2012).
33 Rebeldes de Gor (2013).
34 Saqueo de Gor (2016).
35 Cantera de Gor (2019)
36 Vengadores de Gor (2021)